# 2C-B
2C-B, vagy 4-bróm-2,5-dimetoxifenetilamin, egy kevéssé ismert pszichedelikus drog a 2C családból, melyet elsőként Alexander Shulgin szintetizált 1974-ben. A PIHKAL (Phenethylamines I Have Known and Loved, "Fenetilaminok, melyeket ismertem és szerettem") című művében az adagolás 16–24 mg között szerepel. A 2C-B–t fehér porként, néha tabletta vagy zselékapszula formájában értékesítik. A drogot rendszerint szájon át fogyasztják, de néha orrba szippantják.

## Származása és története

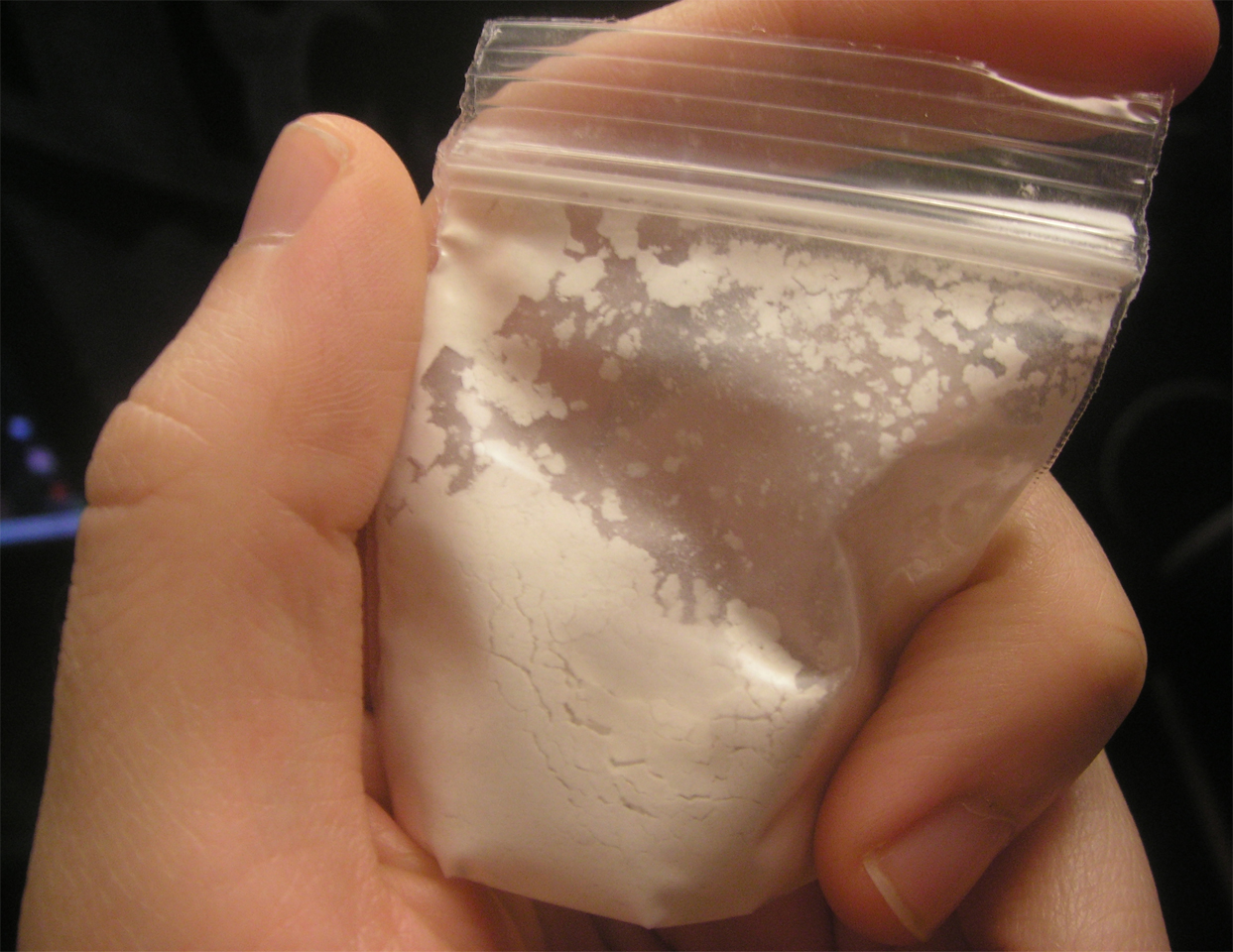
1000 mg 2C-B-port tartalmazó simítózáras tasak

A 2C-B–t a 2,5-dimetoxibenzaldehid nevű vegyületből szintetizálta Alexander Shulgin 1974-ben. A 2C-B nemzetközileg, a Pszichotrop Anyagokra Vonatkozó Egyezmény II. jegyzékén szereplő, tehát „korlátozott terápiás felhasználhatóságú" drog. Az Egyesült Államokban a vonatkozó tervezetet 1994. december 20-án publikálták a Központi Nyilvántartásban (59 FR 65521) és a vonatkozó adatok áttekintését követően a Kábítószerügyi Szakhatóság (Drug Enforcement Administration – DEA) megbízott ügyintézője indítványozta a 4-bróm-2,5-DMPEA anyagnak az I. jegyzékbe történő felvételét. Ezzel a 2C-B illegálissá vált az Egyesült Államokban. Ez 1995. július 2-án vált állandó törvénnyé. Ezt megelőzően a 2C-B egy „Eros” néven forgalmazott afrodiziákumként volt legálisan elérhető, melyet a német Drittewelle gyógyszerészeti üzem gyártott. Újabban a 2C-B „Nexus” fantázianéven férhető hozzá a feketepiacon. További elnevezései: „Vénusz”, „Méhecske” és (hibásan) „bróm-meszkalin”.

## Toxicitása és adagolása

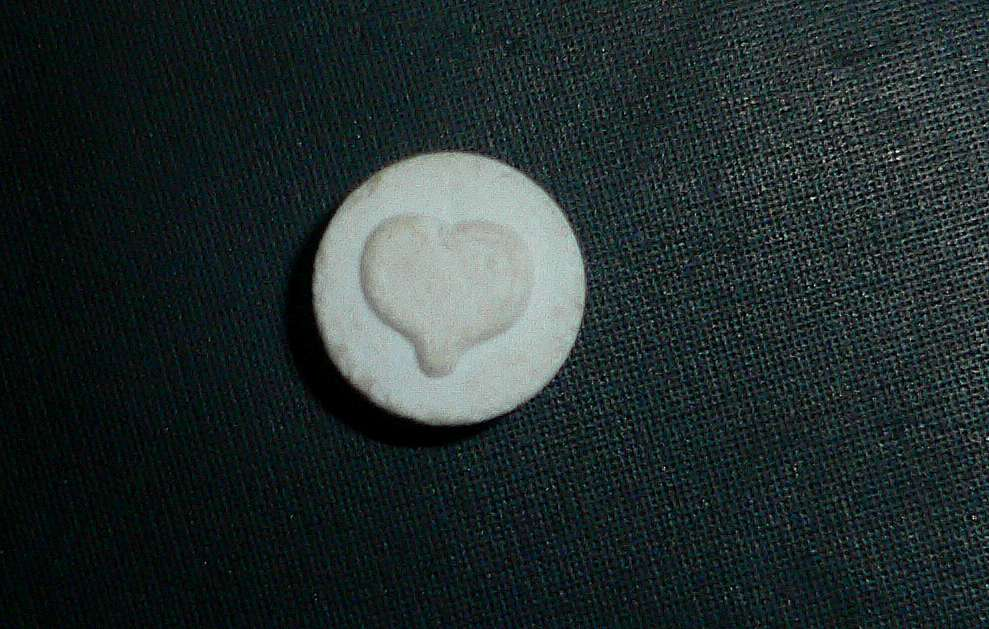
2C-B tabletta szív ábrával

A Journal of Analytical Toxicology 1998-as szeptemberi száma megállapítja, hogy nagyon kevés adat áll rendelkezésre a 2C-B farmakológiai tulajdonságairól, metabolizmusáról és toxicitásáról. A kívánt hatás eléréséhez szükséges mennyiség, a veszélyes és a halálos dózis közötti arány ismeretlen. Szájon át fogyasztva 5–15 mg körüli mennyiség entaktogén hatású, de a szokásos rekreációs mennyiség 15–40 mg között mozog, amely intenzív látási és hallási hallucinációkat vált ki. A hatás intenzitása az elfogyasztott mennyiség függvényében fokozódik .

## Hatásai
A 2C-B hatásai  :
- A testészlelésre gyakorolt főbb hatások; Hajlam a használó számára eddig ismeretlen belső testi tökéletlenségek felfedezésére.
- Néhány rekreációs használó enyhe hasmenésről, gázképződésről, hányingerről és ritkán hányásról számol be. A drog sokkal gyengébben hat a testre, mint az MDMA, enyhébb lejövési fázissal.
- A hallucinációkra jellemző, hogy csökken, majd emelkedik az intenzitásuk, ezzel egy hullámzó érzést nyújtva a használóinak amit leginkább a „70-es évek klasszikus vizuáljaként” írnak le.
- A használók a hatást mint az LSD és az MDMA (Ecstasy) keverékeként írják le, bár e két szer együttes hatása másmilyen. A 2C-B ahogy mondják kevésbé disszociatív és az elmét befolyás alatt tartó, mint az LSD, és kevésbé irányult és „gyorsulós”, mint az MDMA. A drog egy enyhe stimuláló hatással bír, a pozitív hangulat emelésével, mindkettő nagyon mérsékelt az LSD, vagy az MDMA hatásaihoz képest.
- Néhány használó afrodiziákum-szerű hatásról számol be.
- Gyakori a helyzethez nem illő nevetés, mosolygás.
- A vizuális élesség gyengül.
- Alacsony dózisoknál az élmény egyenetlenül és váratlanul vált át az intenzív befolyásoltságból a hirtelen józanságba. Tapasztalt használók arról a képességről számolnak be, hogy kontrollt képesek gyakorolni a hatás felett, a befolyásoltság és a józanság állapotait tetszés szerint változtatják.

A következő hatások erősen dózisfüggőek.
- Erős hatást gyakorol a verbális kommunikációra, a mély gondolatokban történő elmerülésre, vagy a figyelem fenntartására
- Gyakoriak a Nyitott Szemű Vizuálok (NySzV), mint rajzfilm-szerűbe torzulás, piros vagy zöld glóriák a tárgyak körül. Csukott Szemű Vizuálok (CsSzV) még gyakoribbak, mint a NySzV-ok.
- Egyes használók ijesztő, vagy félelmetes dolgokat tapasztalnak az élmény alatt. A használók az élmény kiteljesülésével közönyösnek és ridegnek érzik magukat.
- Érintett a koordináció, némely használók elvesztik az egyensúlyukat, vagy észlelési torzulásokkal akadnak problémáik.